# 蒂蒂斯·莫利达·拉赫玛
蒂蒂斯·莫利达·拉赫玛（2006年4月10日—），印尼女子羽毛球運動員，隸屬圣贾鲁姆倶乐部成員 。2024年7月2日，世界青少年排名位列混雙第97位。

## 簡歷
2022年11月，蒂蒂斯·莫利达·拉赫玛与搭档伯纳丁·阿尼迪亚·瓦尔达纳出战丰田(Gazoo Racing U17&U15)亚洲青少年羽毛球锦标赛，在女双决赛以0比2（18-21、18-21）惜败于韩国强档的Kim Min Ji／Kim Min Sun，赢得亚军；而与达伦·奥勒留的混合双决赛以0比2（15-21、15-21）不敌中华台北的寶昕·達古拉外／Hsien Mi Yen，赢得亚军。

## 主要比賽成績
只列出曾進入準決賽的國際賽事成績：
| 年份   | 賽事               | 公開賽級別 | 項目     | 拍檔                     | 成績 |
| ------ | ------------------ | ---------- | -------- | ------------------------ | ---- |
| 2022年 | 卢森堡羽毛球公开赛 | 国际系列赛 | 女子雙打 | 伯纳丁·阿尼迪亚·瓦尔达纳 | 亞軍 |

| 2018-2026年 | 總決賽 | 超級1000賽 | 超級750賽 | 超級500賽 | 超級300賽 | 超級100賽 | 國際挑戰賽 | 國際系列賽 | 未來系列賽 | 其他 |